# (669) Kypria
(669) Kypria est un astéroïde de la ceinture principale découvert le 20 août 1908 par l'astronome allemand August Kopff. Sa désignation provisoire était 1908 DQ.
Son nom fait référence aux Chants cypriens d'Homère.